# Blue Water High
Blue Water High ist eine australische Fernsehserie, die gemeinsam von KiKa, NDR, Southern Star und ABC entwickelt und produziert wurde. Die Folgen der zweiten und dritten Staffel bekamen in Australien keine Titel, sondern wurden nur von 1 bis 26 durchnummeriert. Bereits die erste Staffel brachte der Serie nationalen und internationalen Erfolg ein. In Deutschland wurde nur die erste Staffel ausgestrahlt.

## Handlung
Jede Staffel begleitet das Leben einer Gruppe junger Schüler von Solar Blue, einer Surfschule, die es sieben Sechzehnjährigen ermöglicht, ein zwölfmonatiges Surfprogramm an Sydneys Nordstränden zu absolvieren. Das Training ist hart, denn alle müssen zwei Stunden vor und nach der Schule trainieren: leichtes Jogging und Sprints im Sand, schwimmen, Luft anhalten und natürlich surfen. Am Ende des Jahres erhalten immer ein Mädchen und ein Junge eine Wild-Card, damit dürfen sie mit auf die Pro-Tour nach Brasilien. Um zum Finale zugelassen zu werden, welches entscheidet, welche beiden Schüler die Wild-Card bekommen, müssen sie insgesamt 60 Surfpunkte sammeln. Diese setzen sich aus dem Verhalten und den Erfolgen des Trainings und den Ergebnissen der Schule, der Blue Water High, zusammen. In den beiden folgenden Staffeln tauchte mindestens ein Mitglied der ersten Staffel auf oder übernahm einen Job als Leader.

### Erste Staffel
Die erste Staffel ist die einzige, die bisher in Deutschland ausgestrahlt worden ist. Die sieben Solar-Blue-Kandidaten sind Matt, der intellektuelle und smarte Junge aus King Island, Heath, der Coole und Lässige aus Melbourne, Edge, der manchmal egoistische Junge aus Melbourne, Perri, das Surfmodel, Bec, das freundliche und ehrliche Mädchen, Anna, eine ehemalige Kiteboarderin aus Deutschland, die von Solar Blue nach Australien geschickt wurde, um nach einem Unfall ihre Surfangst zu bewältigen und Fly aus Perth, die Kleinste im Team. Weitere Charaktere sind Becs Bruder Joe, der eigentlich auch auf die Akademie gehen sollte, sowie Simmo und Deb, die Trainer und Leiter der Akademie. Während des Jahres formen sich mehrere Pärchen: Anna und Joe, Bec und Edge, Perri und Matt und Heath und Fly. Die Gewinner sind Edge und Fly.

### Zweite Staffel
Die zweite Staffel wurde in Deutschland noch nicht ausgestrahlt. Die Kandidaten sind Corey (Trent Dalzell), Eric (Ryan Corr), Brooke (Lesley Mitchell), Rachel (Taryn Marler), Amy (Gabrielle Scollay) und Mike (James Sorensen). Alle „alten“ Kandidaten der ersten Staffel außer Anna tauchen in der zweiten Staffel noch einmal auf.
In dieser Staffel übernimmt Fiona „Fly“ Watson die Rolle von Deb und trainiert zusammen mit Simmo die sechs Jugendlichen.
Da die Haushälterin Jilly erst einen Monat später kommen soll, bittet Simmo kurzfristig Rebecca „Bec“ Sanderson, Jillys Aufgaben zu übernehmen. Als diese aber eingeladen wird, bei einer Surfschule mitzumachen, muss Simmo sich an die einzige kurzfristig verfügbare Option halten: Heath Carroll. Dieser übernimmt für einige Wochen, bis Jilly wieder kommt, die Rolle der „Nanny“. Er bekommt später einen neuen Job angeboten, der ihn an die Goldküste führt, daher müssen sich Heath und Fly wieder voneinander verabschieden. In der 17. Folge bekommt Fly Besuch von Dean „Edge“ Edgly, dem Pro Tour-Sieger der ersten Staffel. In den beiden letzten Folgen wird Fly von Perri, die jetzt einer Gesangskarriere folgt, und Matt besucht. Beide sind, genau wie Bec, Edge, Heath und Fly, alte Absolventen der Surfakademie Solar Blue und kämpften im vorherigen Jahr um den Sieg.
Die beiden Gewinner sind Brooke und Eric.

### Dritte Staffel
Die Dreharbeiten zur dritten Staffel begannen im Oktober 2007. Seit dem 3. April 2008 wird sie in Australien ausgestrahlt. Die Kandidaten sind Guy (Kain O’Keefe), Charley (Lachlan Buchanan), Adam (Eka Darville), Bridget (Cariba Heine), Loren (Amy Beckwith) und Cassie (Rebecca Breeds). Außerdem übernimmt Bec, die auch schon in den ersten beiden Staffeln mitspielte, die Rolle der neuen Leaderin. Somit übernimmt sie den Platz von Simmo, der in den vorherigen Jahren die Akademie geleitet und jetzt etwas Neues ausprobieren möchte. Er hatte Bec als seine Nachfolgerin vorgeschlagen. Den Posten von Fly und Deb übernimmt Garry (Craig Horner). Gewinner der dritten Staffel sind Bridget und Adam. Da Bridget aber studieren möchte, wird die Wild-Card an eine der Zweitplatzierten weitergegeben: Loren.

## Besetzung
| Schauspieler/in   | Figur                   | Hauptrolle | Hauptrolle  | Nebenrolle | Nebenrolle | Synchronsprecher       |
| Schauspieler/in   | Figur                   | Staffel    | Folge       | Staffel    | Folge      | Synchronsprecher       |
| ----------------- | ----------------------- | ---------- | ----------- | ---------- | ---------- | ---------------------- |
| Kate Bell         | Rebecca „Bec“ Sanderson | 1–2, 3     | 1–28, 53–78 |            |            | Maria Koschny          |
| Sophie Luck       | Fiona „Fly“ Watson      | 1–2        | 1–52        | 3          | 63         | Wicki Kalaitzi         |
| Martin Lynes      | Craig Simmons           | 1–2        | 1–52        | 3          | 78         | Lutz Schnell           |
| Tahyna Tozzi      | Perri Lowe              | 1          | 1–26        | 2          | 51         | Sarah Riedel           |
| Liz Burch         | Jilly                   | 1          | 1–26        | 2          | 41–52      | Katharina Tomaschewsky |
| Nadine Garner     | Deborah „Deb“ Callum    | 1          | 1–26        | 2          | 52         | Diana Borgwardt        |
| Mara Scherzinger  | Anna Peterson           | 1          | 1–26        |            |            | Mara Scherzinger       |
| Adam Saunders     | Heath Carroll           | 1–2        | 1–29        |            |            | David Turba            |
| Chris Foy         | Matt Leyland            | 1          | 1–26        | 2          | 51         | Till Völger            |
| Khan Chittenden   | Dean "Edge" Edgely      | 1          | 1–26        | 2          | 43         | Julius Jellinek        |
| Trent Dalzell     | Corey Petrie            | 2          | 27–52       |            |            |                        |
| Ryan Corr         | Eric Tanner             | 2          | 27–52       |            |            |                        |
| Lesley Mitchell   | Brooke Solomon          | 2          | 27–52       |            |            |                        |
| Taryn Marler      | Rachel Samuels          | 2          | 27–52       |            |            |                        |
| Gabrielle Scollay | Amy Reed                | 2          | 27–52       |            |            |                        |
| James Sorensen    | Mike Kruze              | 2          | 27–52       |            |            |                        |
| Craig Horner      | Garry Miller            | 3          | 53–78       |            |            |                        |
| Rebecca Breeds 1  | Cassey                  | 3          | 53–78       |            |            |                        |
| Kain O’Keeffe 2   | Guy Spender             | 3          | 53–78       |            |            | Ozan Ünal              |
| Lachlan Buchanan  | Charley Prince          | 3          | 53–78       |            |            |                        |
| Eka Darville      | Adam Bridge             | 3          | 53–78       |            |            |                        |
| Cariba Heine      | Bridget Sanchez         | 3          | 53–78       |            |            |                        |
| Amy Beckwith      | Lauren Power            | 3          | 53–78       |            |            |                        |
| Lochie Daddo      | Andrew                  |            |             | 1–2        | 1–27       |                        |
| Matt Rudduck      | Joe Sanderson           |            |             | 1          | 1–26       |                        |
| Clae Whitelaw     | Simon Heart             |            |             | 1          | 2–10       |                        |
| Don Halbert       | Mr. Savin               |            |             | 1–3        | 3–74       |                        |
| Jason Chong       | Angus Li                |            |             | 3          | 53, 65, 78 |                        |